# Ститсвилл (Онтарио)

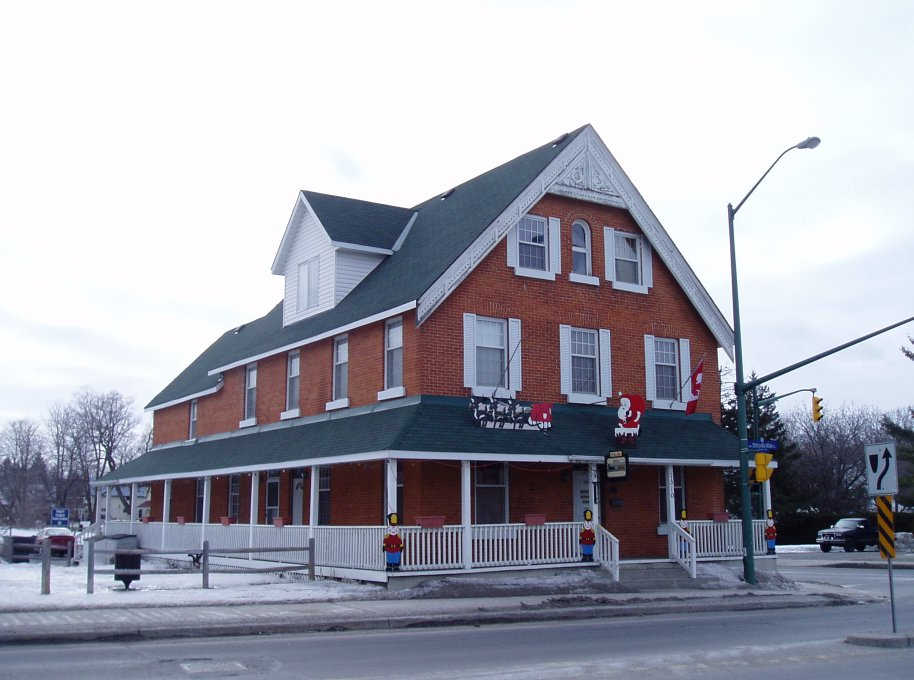
Бывшая железнодорожная станция в Ститтсвилле

Ститтсвилл, англ. Stittsville — пригородный район в западной части г. Оттава. Входит в состав Национального столичного региона. Расположен непосредственно к юго-западу от Канаты, примерно в 31 км от центра Оттавы.

## История
Первыми поселенцами в этой местности были солдаты ирландского происхождения, прибывшие сюда в 1820-е гг. В то время местность здесь была покрыта болотами, что делало практически невозможным ведение сельского хозяйства, по сравнению с более благоприятными условиями, например. в расположенном в 10 км к югу Ричмонде.
Посёлок Ститтсвилл основал в 1850-е гг. Джексон Ститт, в честь которого он и получил своё название. Ститт также был первым почтмейстером в этой местности. Изначально «старый Ститтсвилл» находился там, где сейчас находится перекрёсток Карп-роуд и Хэзелдин-роуд. Здесь был небольшой перекрёсток, вокруг которого было построено несколько небольших домов, магазин и почта, принадлежавшая Джексону Ститту.
Большой Карлтонский пожар 1870 г., охвативший территорию от Оттавы до Смитс-Фолс и Карлтон-Плейс, нанёс большой ущерб Ститтсвиллу, уничтожив почти всё. Остались только Дом Хартина (Hartin House) и несколько других зданий.
В конце 1870-х железнодорожная компания Canadian Pacific проложила линию, связывавшую г. Оттава с городком Карлтон-Плейс, где процветала деревозаготовительная промышленность. Сооружение нового Ститтсвилла началось там, где ныне находится перекрёсток Эбботт-стрит и Мэйн-стрит. Были сооружены железнодорожная станция, мельница и несколько постоялых дворов. Со строительством железной дороги также связано появление соседней деревни Эштон (12 км к западу от Ститтсвилла). В 1989 г. железнодорожные пути были разобраны, а железнодорожная компания CP Rail подарила землю муниципальным властям с тем, чтобы использовать её для Трансканадской тропы.
Ститтсвилл получил статус полицейской деревни в 1956 г., а в 1961 г. получил статус обычной деревни. В 1974 г. он был включён в состав тауншипа Голборн. В 2001 г. Голборн был включён в состав г. Оттава.
Благодаря расширению магистрали Квинсуэй в 1970-е гг. поездки в Оттаву стали удобными и более быстрыми, благодаря чему начался бурный рост Ститтсвилла. Из тихого фермерского посёлка с населением не более 500 человек он превратился в пригород с населением около 20000 человек в течение всего 25 лет. Многие жители Ститтсвилла работают в высокотехнологической индустрии (многие предприятия расположены в соседней Канате или в Непине) или в федеральных органах власти. Ожидается дальнейший рост посёлка в ближайшем будущем по мере развития таких районов, как Джексон-Трейлс и Западная Каната к северу от Ститтсвилла, Фернбэнк к востоку от него и Уэст-Ридж к западу. Предполагается, что примерно к 2020 г. население Ститтсвилла превысит 30000 человек.

## Инфраструктура
В Ститтсвилле имеется множество школ, как публичных, так и католических (англо- и франкоязычных), из которых самой крупной является Старшая школа Святого сердца. Ученики старшего возраста, не являющиеся католиками, посещают Старшую школу Южного Карлтона, расположенную в соседнем Ричмонде.
В Ститтсвилле есть два крытых хоккейных стадиона, библиотека, гольф-клуб. Здесь выходят две местных газеты: The Stittsville News и EMC.